# Leland David Harder
Leland David Harder (* 1. Juli 1926 in Hillsboro; † 21. März 2013 in North Newton) war ein US-amerikanischer Theologe.

## Leben
Er war Absolvent des Bethel College (BA, 1948), der Michigan State University (MA 1950 Plockhoy and his writings. The study of a social reformer), des Bethany Biblical Seminary (Chicago, BD, 1952) und der Northwestern University (Promotion in Religionssoziologie, 1962). Von 1958 bis 1983 lehrte er praktische Theologie und leitete das Feldarbeitsprogramm an den Associated Mennonite Biblical Seminaries (AMBS) in Elkhart.

## Schriften (Auswahl)
- mit Marvin Andrew Harder: Plockhoy from Zurik-zee. The study of a Dutch reformer in Puritan England and colonial America. Newton 1953, OCLC 989696966.
- The concept of discipleship in Christian education. New York 1963, OCLC 11465594.
- mit J. Howard Kauffman: Anabaptists four centuries later. A profile of five Mennonite and Brethren in Christ denominations. Scottdale 1975, ISBN 0-8361-1136-2.
- The pastor-people partnership. The call and recall of pastors from a believers’ church perspective. Elkart 1983, ISBN 0-936273-04-6.